# Jacob van Lennepkanaal

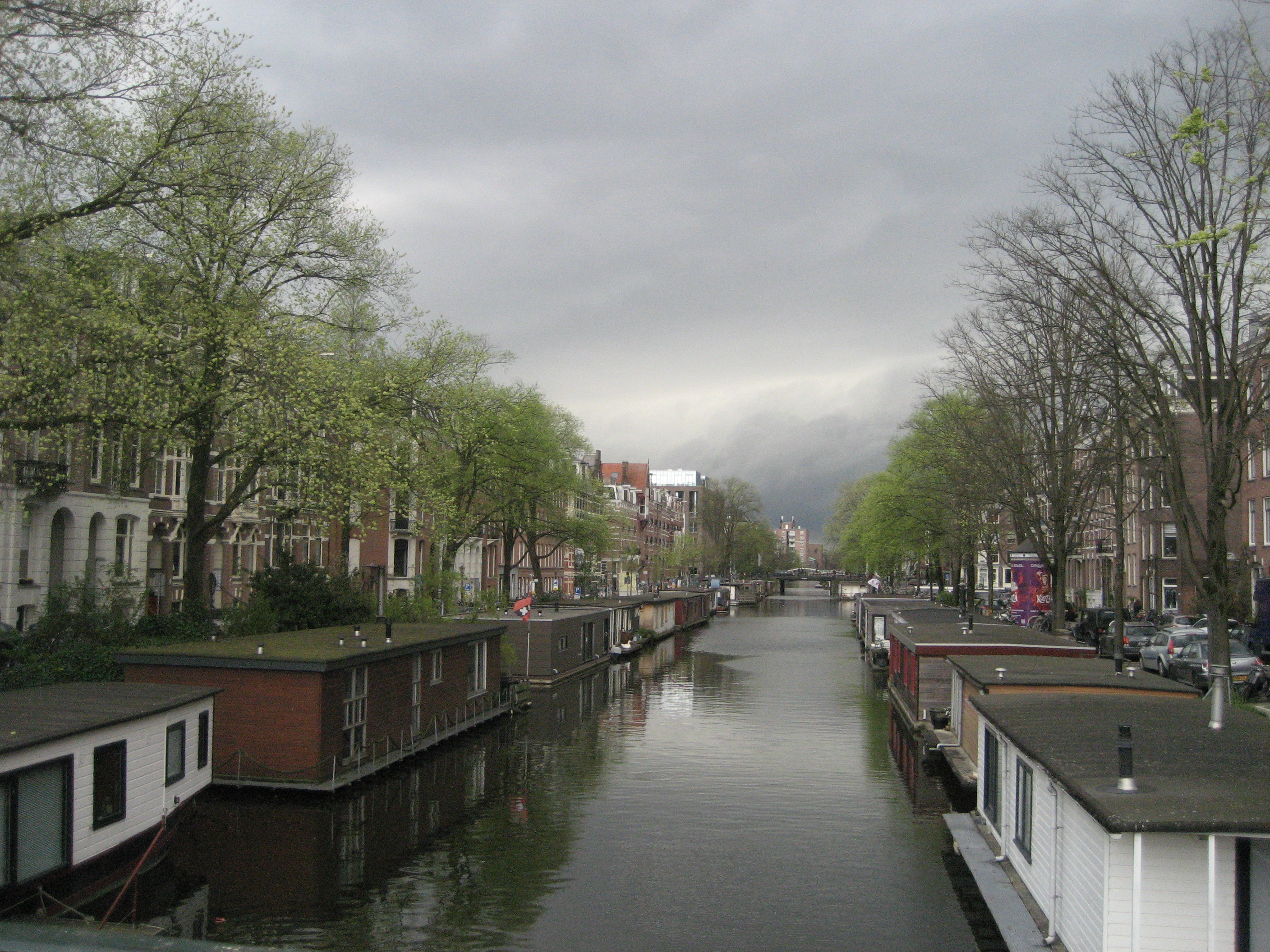
Woonarken in het kanaal, bij de Nassaukade

Het Jacob van Lennepkanaal is een gracht in Amsterdam-West. Het verbindt de Singelgracht met de Kostverlorenvaart. De Da Costagracht en de Bilderdijkgracht monden aan de noordzijde uit in het Jacob van Lennepkanaal.
Het kanaal werd gegraven in 1886 naar een ontwerp van Nicolaas Redeker Bisdom op de plaats van een oude sloot door het in 1896 geannexeerde gebied van de gemeente Nieuwer-Amstel ter vervanging van de Overtoomse Vaart die in 1902 werd gedempt en een bestemming kreeg als de invalsweg voor het verkeer naar het centrum.
De gracht is vernoemd naar de Nederlandse prozaschrijver Jacob van Lennep (1802-1868). De naam is bij raadsbesluit van zowel de gemeente Nieuwer-Amstel (1892) als Amsterdam (1896) vastgesteld.
De kades, waarlangs ook woonarken liggen, hebben de naam Jacob van Lennepkade. Opvallend is dat bij het voormalige Wilhelminagasthuis (WG) de kades aan de zuidzijde ontbreken. Ten noorden van het kanaal loopt evenwijdig de Jacob van Lennepstraat. Ten zuiden van het kanaal ligt de naar het kanaal vernoemde Kanaalstraat.
In het metroplan 1968 was het (nooit aangelegde) tracé van de ondergrondse metrolijn naar Osdorp gepland om onder het Jacob van Lennepkanaal te lopen. Dit tracé zou een verlenging zijn van de huidige metrolijn 54.

## Monumenten
Op de zuidoever van het kanaal staan twee rijksmonumenten, gebouwd in de tijd dat het Wilhelminagasthuis een van de belangrijkste ziekenhuizen van de stad was:
- WG-plein 500, de voormalige chirurgische kliniek
- Arie Biemondstraat 105-111, het "oude" laboratorium (het "nieuwe" laboratorium Jan Swammerdam Instituut werd in 2004 gesloopt).

De uit 1901 stammende Sint-Vincentiuskerk haalde de monumentstatus niet en werd in 1989 gesloopt.

## Bruggen
Over het kanaal liggen in 2017 zeven bruggen. Ten tijde van de inrichting van het kanaal waren alle bruggen (behalve de Ketel- en Jan Swammerdambrug die later werden gebouwd) beweegbare bruggen. Er vond veel scheepvaartverkeer plaats voor de groentenmarkt aan de Marnixstraat. Die werd naar elders verplaatst en in verband met het toenemend autoverkeer in de jaren rond 1937 werden de bruggen daarom vervangen door vaste bruggen. De bruggen zijn vanuit het stadscentrum gezien:
- Osdorperbrug (brug 178) in de Nassaukade
- Pesthuysbrug (brug 181) in de Bilderdijkstraat/Eerste Constantijn Huygensstraat
- Jan Swammerdambrug (brug 2291, fietserbrug) in de Bilderdijkkade
- Ketelhuisbrug (brug 1923), in de Ten Katestraat
- Hennetjesbrug (brug 179) in de Nicolaas Beetsstraat
- Jean Dulieubrug (brug 140), in de Jan Pieter Heijestraat
- brug 145 in de Pieter Langedijkstraat

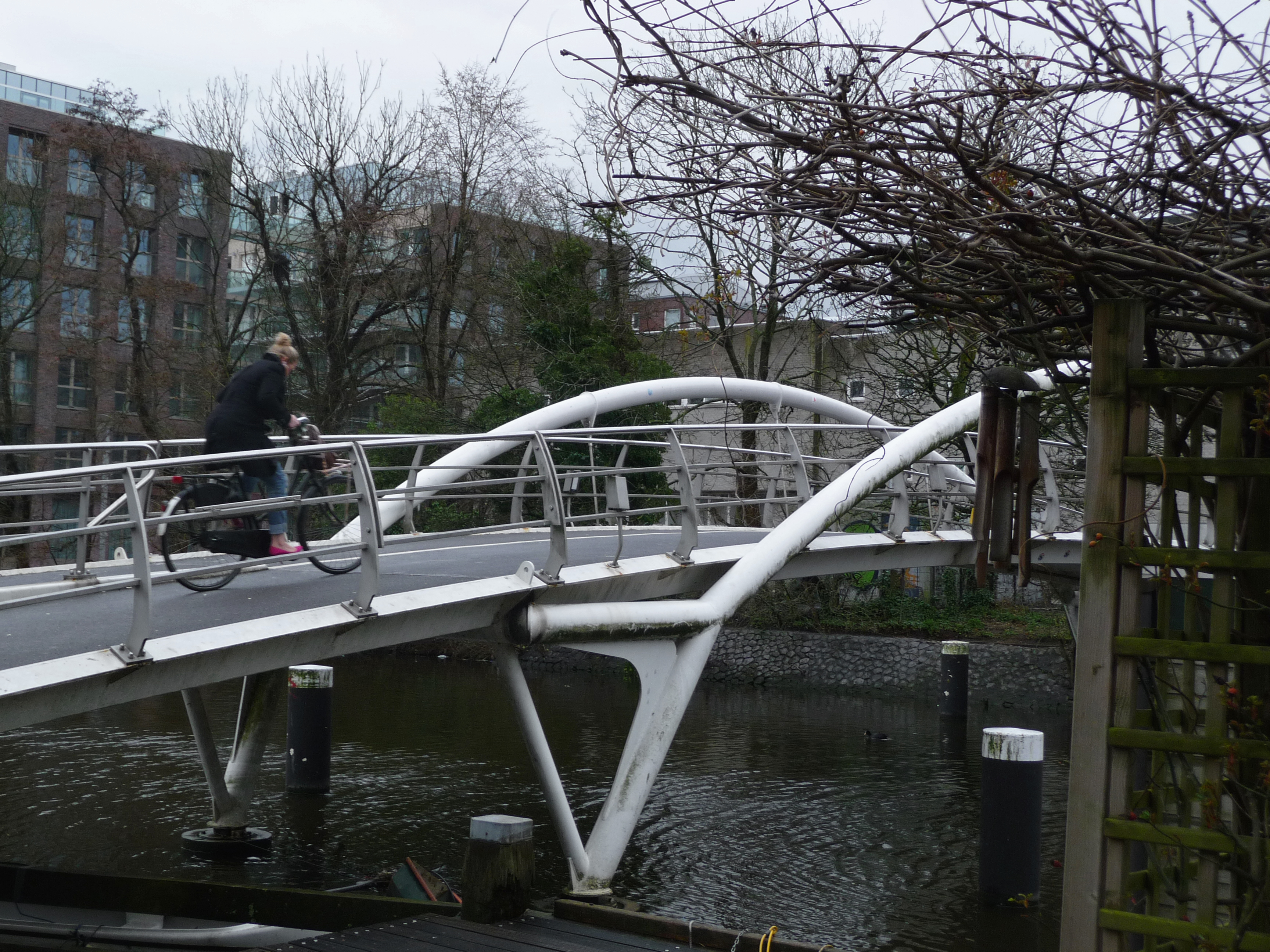
Jan Swammerdambrug (2291) voor fietsers bij Bilderdijkkade
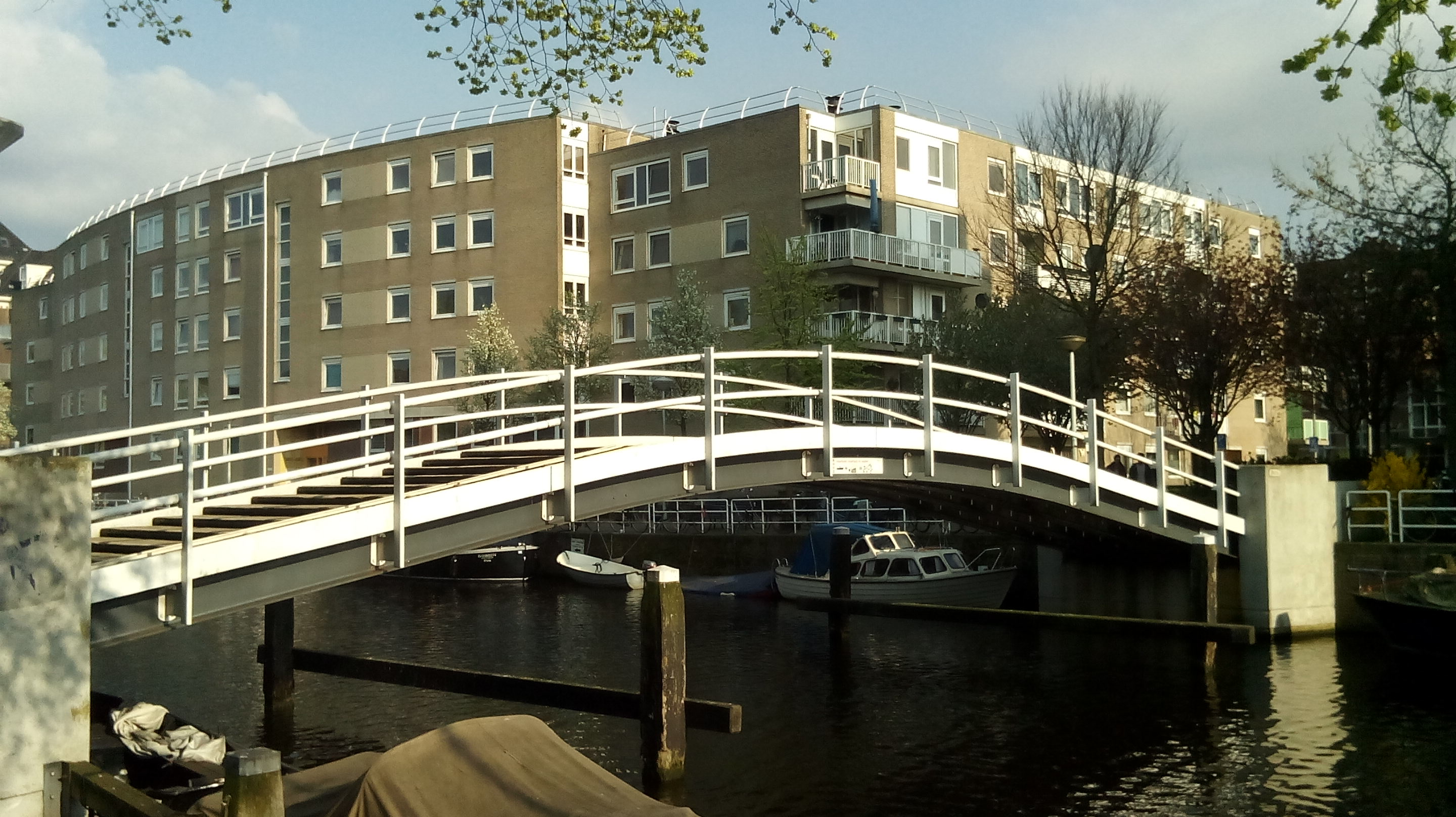
Voetbrug (nr 1923) bij de Ten Katestraat
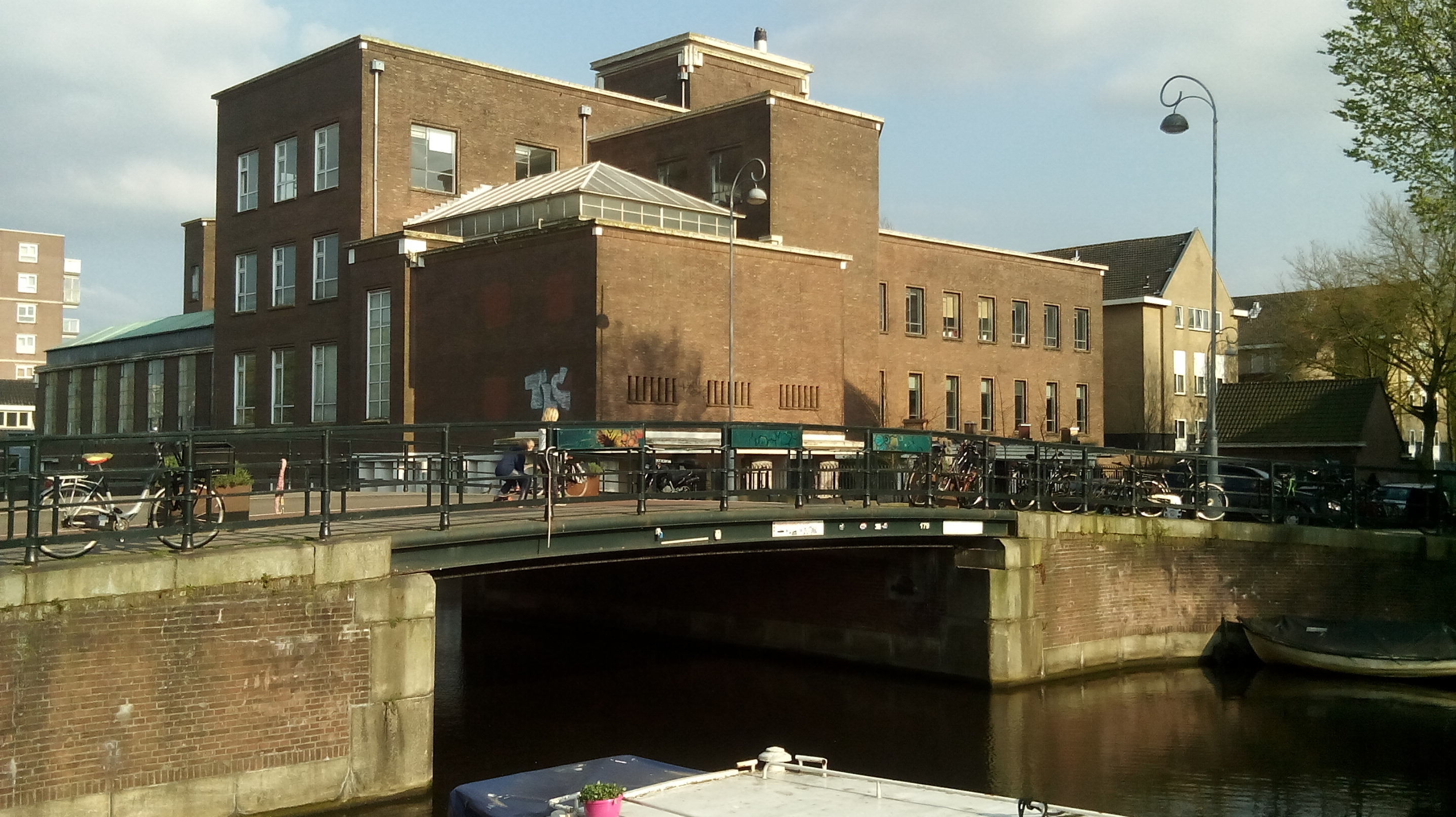
Hennetjesbrug met het oude lab